# دارال مبارك (شبام)

تعديل مصدري - تعديل

دارال مبارك هي إحدى قرى عزلة شبام بمديرية شبام التابعة لمحافظة حضرموت، بلغ تعداد سكانها 143 نسمة حسب تعداد اليمن لعام 2004.